# Contea di Lafayette (Mississippi)
La contea di Lafayette ( in inglese Lafayette County ) è una contea dello Stato del Mississippi, negli Stati Uniti. La popolazione al censimento del 2000 era di 38 744 abitanti. Il capoluogo di contea è Oxford.

## Geografia fisica

### Contee limitrofe
- Marshall (nord)
- Union (nordest)
- Pontotoc (sudest)
- Calhoun (sud)
- Yalobusha (sudovest)
- Panola (ovest)
- Tate (nordovest)

### Comuni della contea
Città e villaggi
- Oxford
- Abbeville
- Taylor

Comunità non incorporate
- Denmark
- Harmontown
- Paris
- Springdale
- Tula
- University
- Yocona